# Petane
Petane este o localitate din comuna Novo mesto, Slovenia, cu o populație de 44 de locuitori.